# Balaguier-sur-Rance
Balaguier-sur-Rance est une commune française, située dans le département de l'Aveyron en région Occitanie.
Le patrimoine architectural de la commune comprend un immeuble protégé au titre des monuments historiques : le château de Balaguier, inscrit en 2015.

## Géographie

### Localisation et communes limitrophes
La commune de Balaguier-sur-Rance se trouve au sud  du département de l'Aveyron, dans la petite région agricole des Monts de Lacaune. Elle se situe à 78 km par la route de Rodez, préfecture du département, à 63 km de Millau, sous-préfecture et à 62 km de La Cavalerie, bureau centralisateur du canton de Causses-Rougiers dont dépend la commune depuis 2015. La commune fait en outre partie du bassin de vie de Saint-Affrique.
Les communes les plus proches sont, : Miolles (2,6 km), Saint-Sernin-sur-Rance (2,6 km), Plaisance (4,0 km), Pousthomy (5,3 km), Martrin (5,7 km), Montfranc (6,1 km), Coupiac (6,2 km), (6,7 km), La Bastide-Solages (6,7 km).
| Curvalle (Tarn) | Plaisance           | Coupiac                |
| Miolles (Tarn)  | Balaguier-sur-Rance | Saint-Sernin-sur-Rance |
|                 | Pousthomy           |                        |

### Hameaux et lieux-dits
Balaguier-sur-Rance est divisé en deux parties situées de part et d'autre du Rance : Balaguier le Maigre (ou le Vieux), sur la rive droite, avec ses maisons accrochées sous un éperon rocheux qui a porté un ouvrage fortifié dont il ne reste aucune trace. Sur la rive gauche, Balaguier le Gras, avec l'église, la mairie et un château des XVe et XVIe siècles. Les deux rives sont reliées par un pont en pierre du XVe siècle.

### Hydrographie

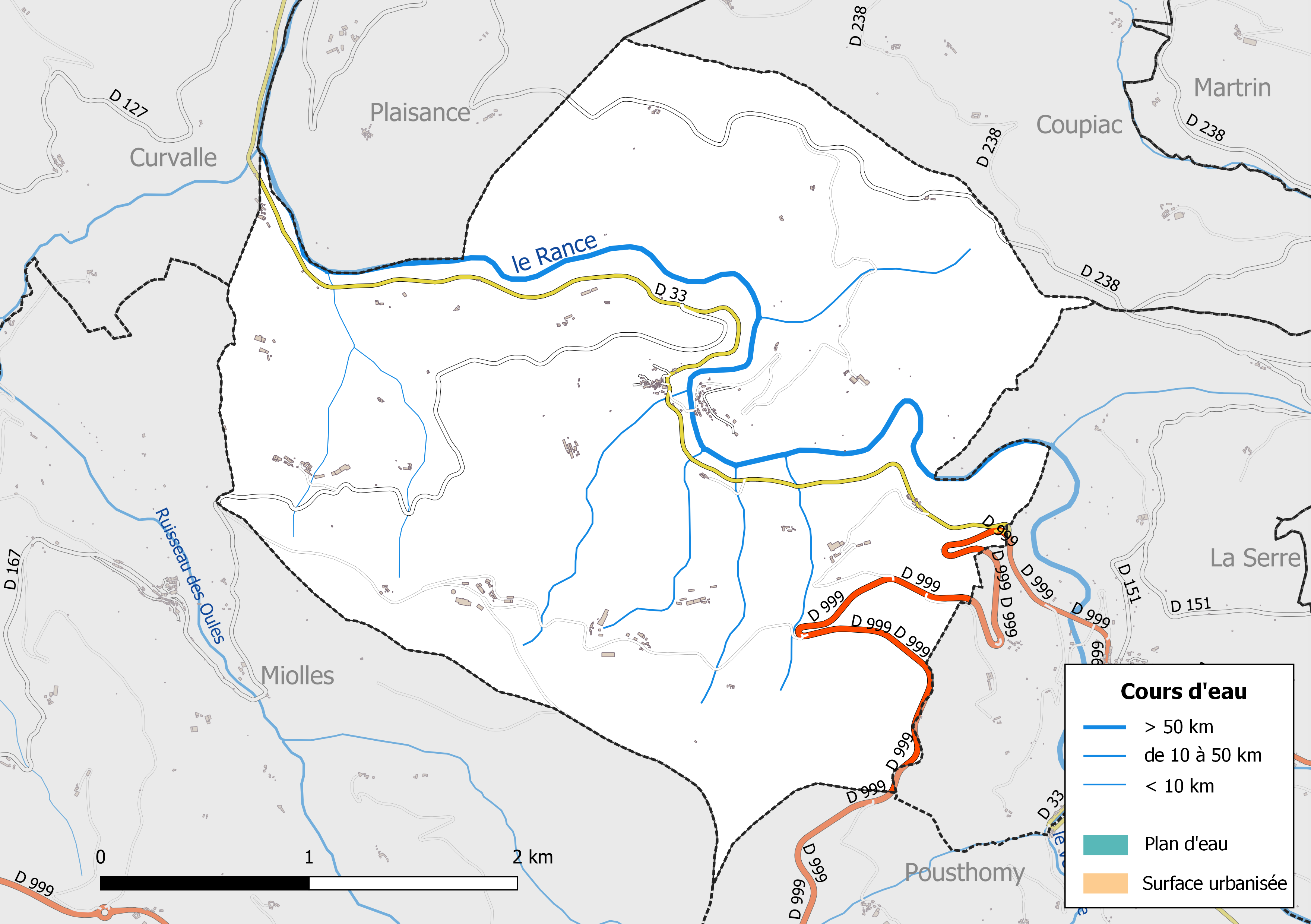
Réseaux hydrographique et routier de Balaguier-sur-Rance.

La commune est drainée par le Rance et par divers petits cours d'eau.
Le Rance, d'une longueur totale de 63,5 km, prend sa source dans la commune de Murasson et se jette  dans le Tarn à La Bastide-Solages, après avoir arrosé 12 communes.

### Climat
Pour des articles plus généraux, voir Climat de l'Occitanie et Climat de l'Aveyron.
En 2010, le climat de la commune est de type climat méditerranéen altéré, selon une étude s'appuyant sur une série de données couvrant la période 1971-2000. En 2020, Météo-France publie une typologie des climats de la France métropolitaine dans laquelle la commune est dans une zone de transition entre le climat océanique altéré et le climat de montagne et est dans la région climatique Sud-est du Massif Central, caractérisée par une pluviométrie annuelle de 1 000 à 1 500 mm, minimale en été, maximale en automne.
Pour la période 1971-2000, la température annuelle moyenne est de 12,8 °C, avec une amplitude thermique annuelle de 16,2 °C. Le cumul annuel moyen de précipitations est de 897 mm, avec 10,9 jours de précipitations en janvier et 5,7 jours en juillet. Pour la période 1991-2020, la température moyenne annuelle observée sur la station météorologique la plus proche, située sur la commune de La Bastide-Solages à 7 km à vol d'oiseau, est de 13,5 °C et le cumul annuel moyen de précipitations est de 950,8 mm,. Pour l'avenir, les paramètres climatiques de la commune estimés pour 2050 selon différents scénarios d'émission de gaz à effet de serre sont consultables sur un site dédié publié par Météo-France en novembre 2022.

### Milieux naturels et biodiversité

#### Espaces protégés
La protection réglementaire est le mode d’intervention le plus fort pour préserver des espaces naturels remarquables et leur biodiversité associée.
Dans ce cadre, la commune fait partie d'un espace protégé, le Parc naturel régional des Grands Causses, créé en 1995 et d'une superficie de 327 937 ha Ce territoire rural habité, reconnu au niveau national pour sa forte valeur patrimoniale et paysagère, s’organise autour d’un projet concerté de développement durable, fondé sur la protection et la valorisation de son patrimoine,.

#### Zones naturelles d'intérêt écologique, faunistique et floristique
L’inventaire des zones naturelles d'intérêt écologique, faunistique et floristique (ZNIEFF) a pour objectif de réaliser une couverture des zones les plus intéressantes sur le plan écologique, essentiellement dans la perspective d’améliorer la connaissance du patrimoine naturel national et de fournir aux différents décideurs un outil d’aide à la prise en compte de l’environnement dans l’aménagement du territoire.
Le territoire communal de Balaguier-sur-Rance comprend une ZNIEFF de type 1, : 
la « rivière du Rance » (419 ha)
et une ZNIEFF de type 2, :
la « vallée du Rance » (2 781 ha), qui s'étend sur 12 communes dont 11 dans l'Aveyron et une dans le Tarn.

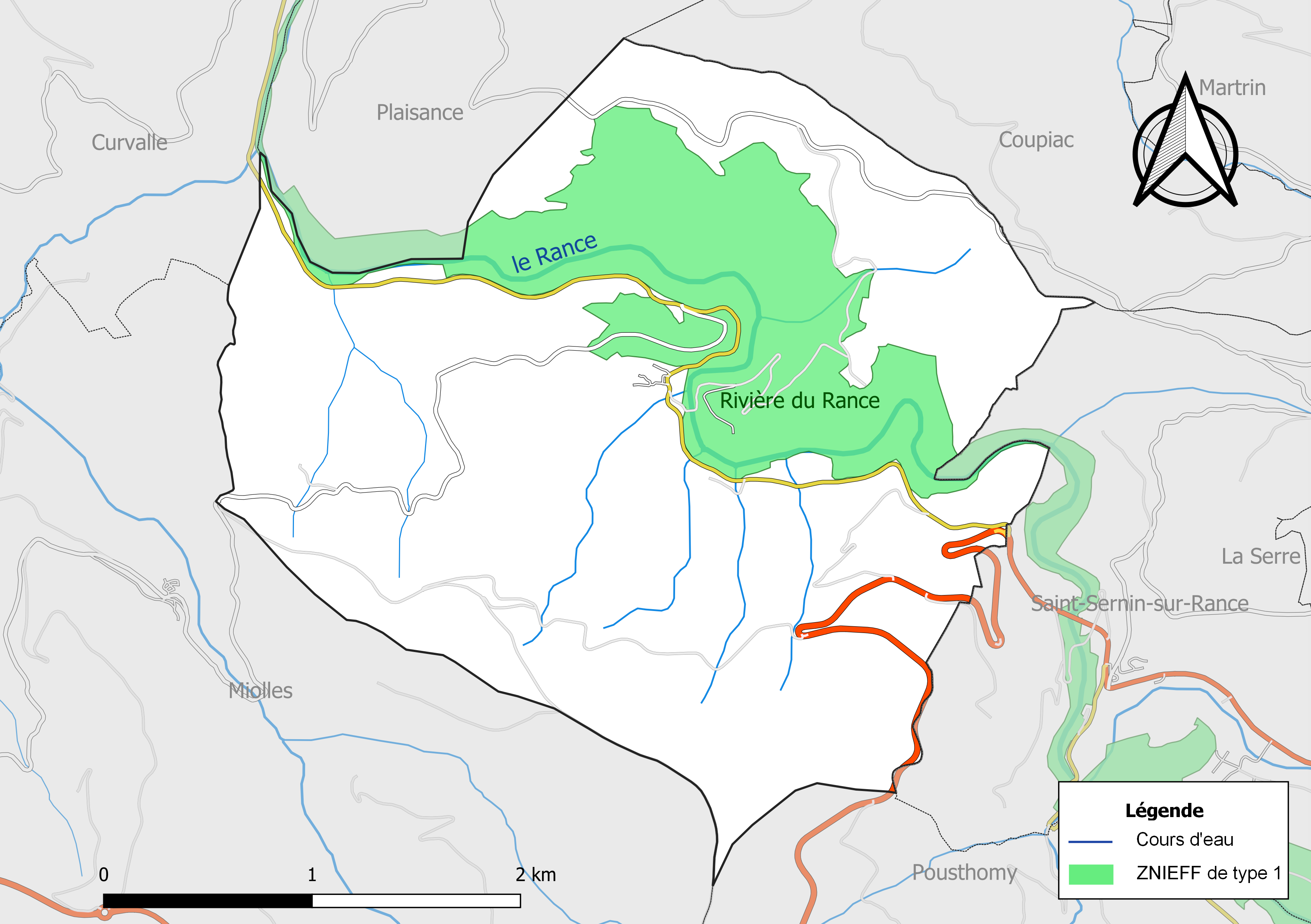
Carte de la ZNIEFF de type 1 de la commune.
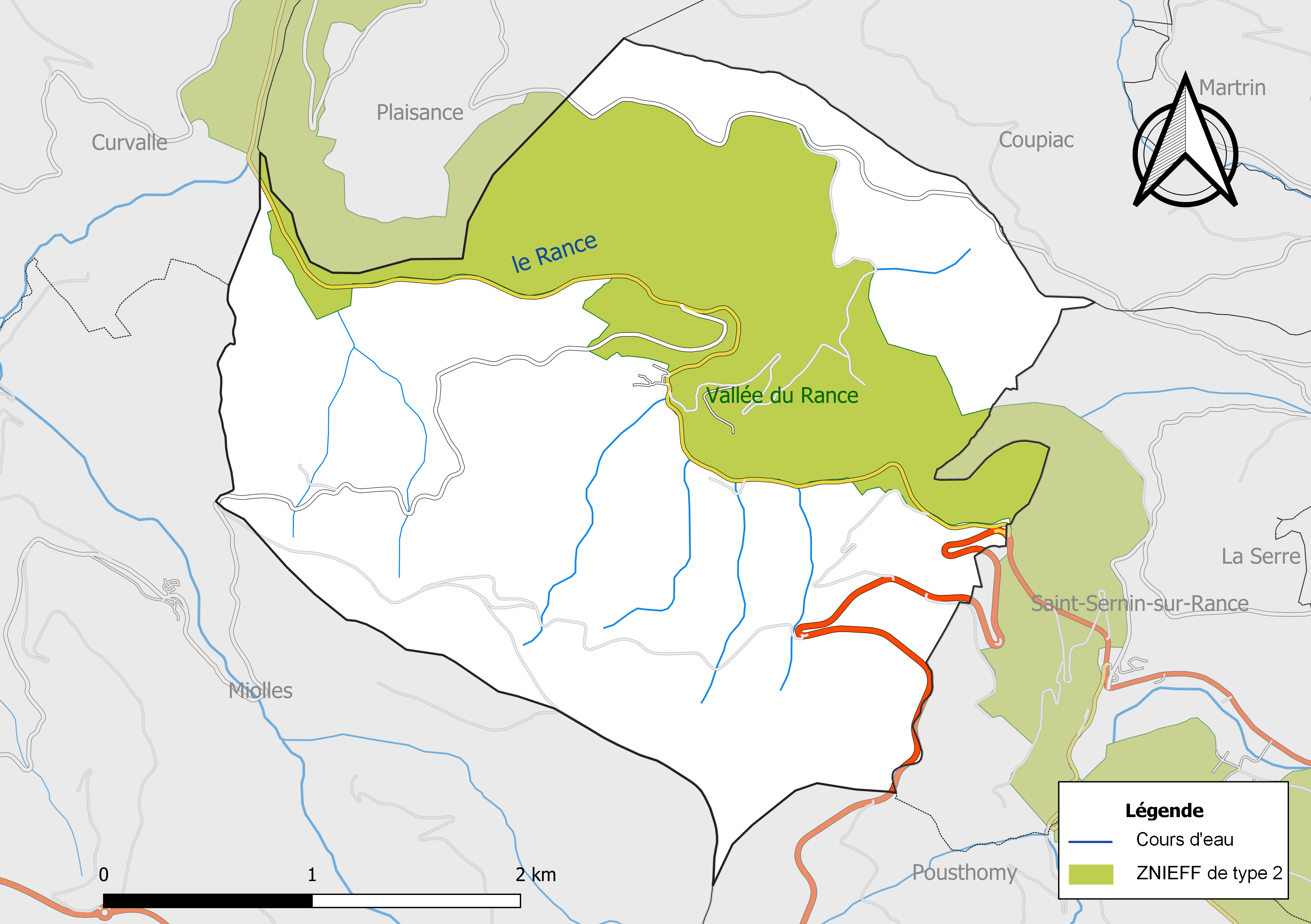
Carte de la ZNIEFF de type 2 de la commune.

## Urbanisme

### Typologie
Au 1er janvier 2024, Balaguier-sur-Rance est catégorisée commune rurale à habitat très dispersé, selon la nouvelle grille communale de densité à 7 niveaux définie par l'Insee en 2022.
Elle est située hors unité urbaine et hors attraction des villes,.

### Occupation des sols

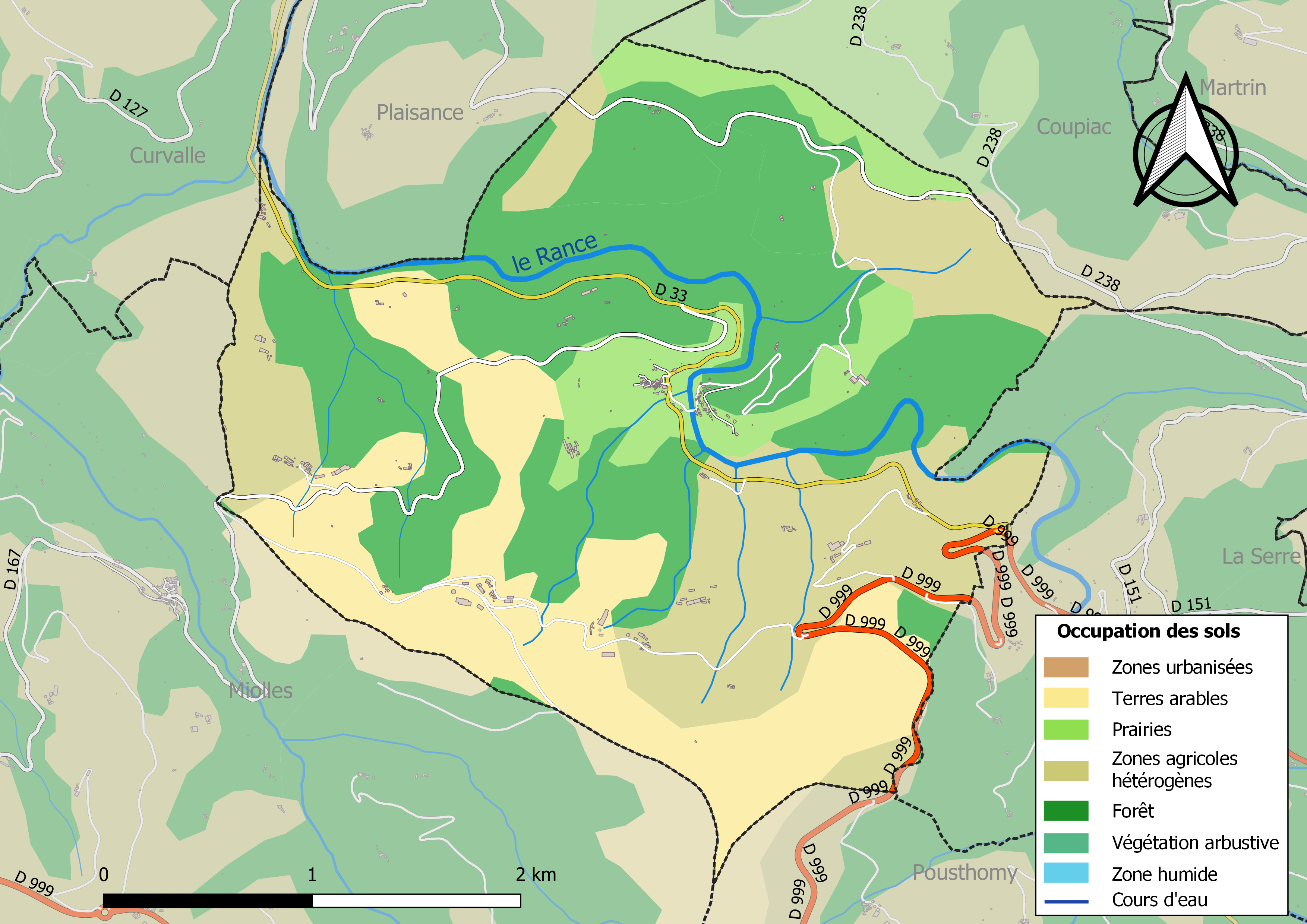
Infrastructures et occupation des sols de la commune de Balaguier-sur-Rance.

L'occupation des sols de la commune, telle qu'elle ressort de la base de données européenne d’occupation biophysique des sols Corine Land Cover (CLC), est marquée par l'importance des territoires agricoles (58,4 % en 2018), une proportion identique à celle de 1990 (58,4 %). La répartition détaillée en 2018 est la suivante : 
forêts (41,6 %), zones agricoles hétérogènes (26,5 %), terres arables (22,9 %), prairies (9 %).

### Planification
La loi SRU du 13 décembre 2000 a incité fortement les communes à se regrouper au sein d’un établissement public, pour déterminer les partis d’aménagement de l’espace au sein d’un SCoT, un document essentiel d’orientation stratégique des politiques publiques à une grande échelle. La commune est dans le territoire du SCoT du Parc naturel régional des Grands Causses, approuvé le vendredi 7 juillet 2017 par le comité syndical et mis à l’enquête publique en décembre 2019. La structure porteuse est le Pôle d'équilibre territorial et rural du PNR des Grands Causses, qui associe huit communautés de communes, notamment la communauté de communes Monts, Rance et Rougier, dont la commune est membre.
La commune, en 2017, avait engagé l'élaboration d'un plan local d'urbanisme.

### Risques majeurs
Le territoire de la commune de Balaguier-sur-Rance est vulnérable à différents aléas naturels : inondations, climatiques (hiver exceptionnel ou canicule), feux de forêts et séisme (sismicité très faible).
Il est également exposé à un risque technologique, le transport de matières dangereuses, et à un risque particulier, le risque radon,.

#### Risques naturels

Zones inondables de la commune de Balaguier-sur-Rance.

Certaines parties du territoire communal sont susceptibles d’être affectées par le risque d’inondation par débordement du Rance. Les dernières grandes crues historiques, ayant touché plusieurs parties du département, remontent aux 3 et 4 décembre 2003 (dans les bassins du Lot, de l'Aveyron, du Viaur et du Tarn) et au 28 novembre 2014 (bassins de la Sorgues et du Dourdou). Ce risque est pris en compte dans l'aménagement du territoire de la commune par le biais du Plan de prévention du risque inondation (PPRI) du bassin du « Rance », approuvé le 9 octobre 2015.
Le Plan départemental de protection des forêts contre les incendies découpe le département de l’Aveyron en sept « bassins de risque » et définit une sensibilité des communes à l’aléa feux de forêt (de faible à très forte). La commune est classée en sensibilité moyenne.

#### Risques technologiques
Le risque de transport de matières dangereuses sur la commune est lié à sa traversée par une route à fort trafic. Un accident se produisant sur une telle infrastructure est en effet susceptible d’avoir des effets graves au bâti ou aux personnes jusqu’à 350 m, selon la nature du matériau transporté. Des dispositions d’urbanisme peuvent être préconisées en conséquence.

#### Risque particulier
Dans plusieurs parties du territoire national, le radon, accumulé dans certains logements ou autres locaux, peut constituer une source significative d’exposition de la population aux rayonnements ionisants. Toutes les communes du département sont concernées par le risque radon à un niveau plus ou moins élevé. La commune de Balaguier-sur-Rance est classée à risque faible.

## Histoire
La découverte des deux statues-menhirs prouve que le site a été occupé depuis la préhistoire.
Le village et le château primitif se trouvaient à Balaguier-le-Vieux, sur la rive droite du Rance. Il ne reste rien de ce château.
Balaguier le Maigre… Balaguier le Gras…Très près de leur terre nourricière les habitants différenciaient les deux parties du village suivant la nature du sol. À Balaguier le Gras, la couche d'humus est plus importante, la terre est dite, grasse. Balaguier le Maigre, plus aride, la roche y affleure le sol. Balaguier le Vieux (panneau de circulation routière) est une appellation plus récente du début des années 1950 dont l'origine relève de l'anecdote.
Pour les sources, l'auteur, né au village, a utilisé ces termes dans son enfance et sa jeunesse... comme tous les habitants du village. Encore utilisés à ce jour, Ils figurent  dans  " Vivre au Pays"  texte plus récent de l'histoire de Balaguier-sur-Rance qui les rappelle...
De la paroisse à la commune  (registres numérisés)
L'histoire débute en 1702 avec le registre paroissial tenu par le curé Cluzel auquel succèdent - Durand, Gauthier, de Frézals - jusqu'au 23 août 1792, dernière prestation de de Frézals… pour le baptême de Jean Vincent, fils de Jacques Vincent métayer à la Vaysse.
Le 22 septembre 1792 (1er vendémiaire de l'an 1er de la république française) est établi le calendrier républicain.
Et le registre d'état civil (qui fait suite au registre paroissial) est inauguré le 30 septembre 1792 (9 vendémiaire an 1er) par le citoyen maire, Jean Jacques Tier de la Caze… qui, pour sa première prestation, enregistre la naissance de Marie Anne Villeneuve, fille d'André Villeneuve 52 ans et Anne Villeneuve son épouse. Et pour sa dernière, le 1er décembre 1792...
Remplacé le 20 mars 1793 (30 nivose an II) par Gabriel Guy "officier public de la commune de Balaguier"  suivi  de quelques autres qui s'y relaient les années suivantes.
Seulement, le 22 mars 1794 (2 germinal an II) intervient Joseph Bonnevialle "officier municipal de Roque montagne" (Saint-Sernin). La municipalité de Balaguier provisoirement réunie à celle de Roque montagne… qu'il dit.
Ce n'est qu'un court intermède car Gabriel Guy reprend la main le 1er juillet 1794 (13 messidor an II) .
Et tout se termine le 17 septembre 1800 (30 fructidor an VIII) par le décès de Thérèse Bec 50 ans, dernier enregistrement sur le registre de Balaguier.
Le 22 septembre 1800 (1er vendémiaire an IX) : suppression de la commune de Balaguier (et de son registre d'état civil)
Le 12 octobre 1800 (20 vendémiaire IX):  premier enregistrement sur le registre de Saint-Sernin, la naissance de Marie Anne Bonnafé fille de Jacques Bonnafé et Marianne Jean Jean, à Treixe.

La commune fut réunie sous la Révolution à celle de Saint-Sernin, par arrêté de François Chabot, qui lui reprochait son incivisme. Elle fut recrée en 1844. 

## Politique et administration

### Découpage territorial
La commune de Balaguier-sur-Rance est membre de la communauté de communes Monts, Rance et Rougier, un établissement public de coopération intercommunale (EPCI) à fiscalité propre créé le 1er janvier 2017 dont le siège est à Belmont-sur-Rance. Ce dernier est par ailleurs membre d'autres groupements intercommunaux.
Sur le plan administratif, elle est rattachée à l'arrondissement de Millau, au département de l'Aveyron et à la région Occitanie. Sur le plan électoral, elle dépend du  canton des Causses-Rougiers pour l'élection des conseillers départementaux, depuis le redécoupage cantonal de 2014 entré en vigueur en 2015, et de la troisième circonscription de l'Aveyron  pour les élections législatives, depuis le dernier découpage électoral de 2010.

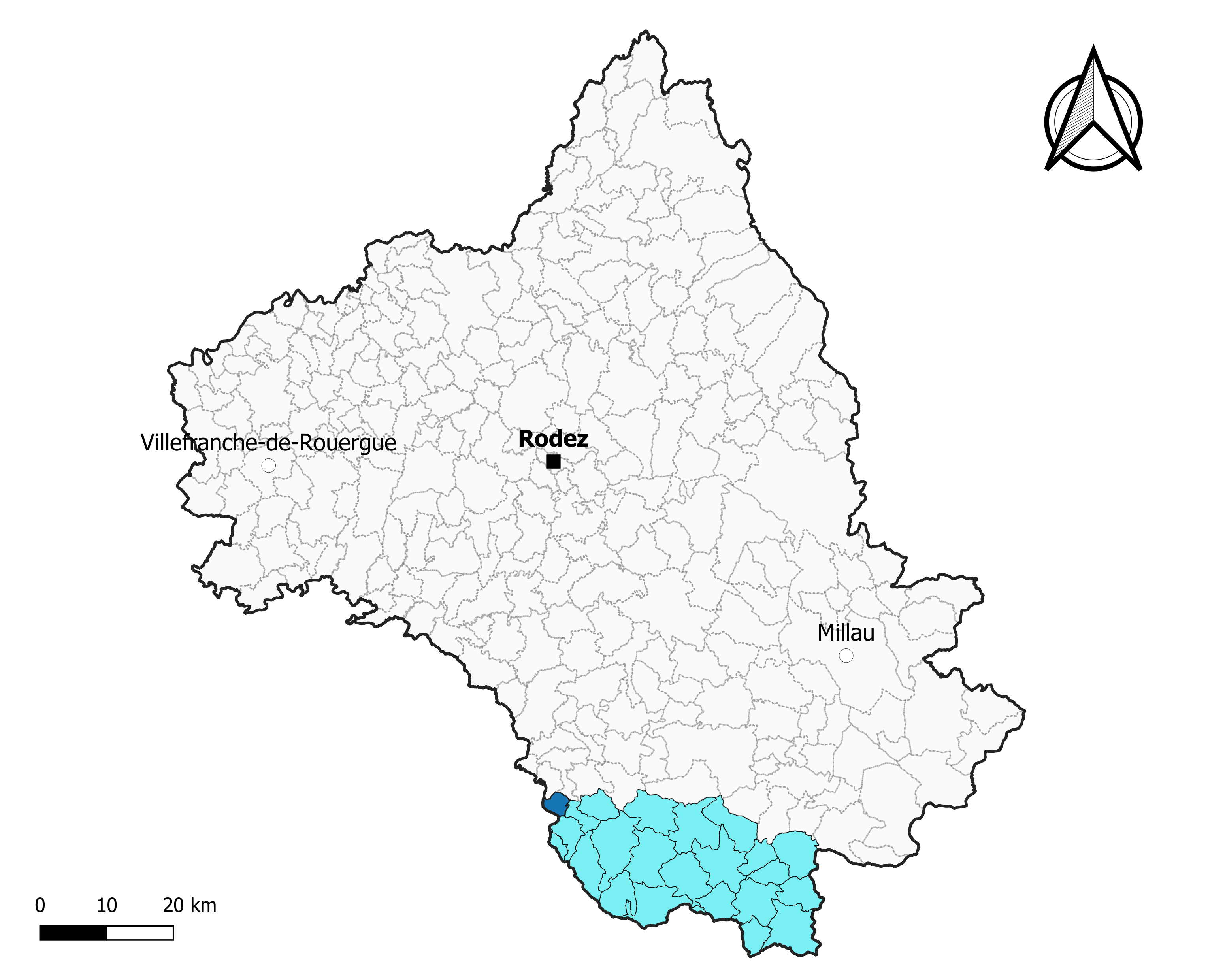
Balaguier-sur-Rance dans l'intercommunalité en 2020.
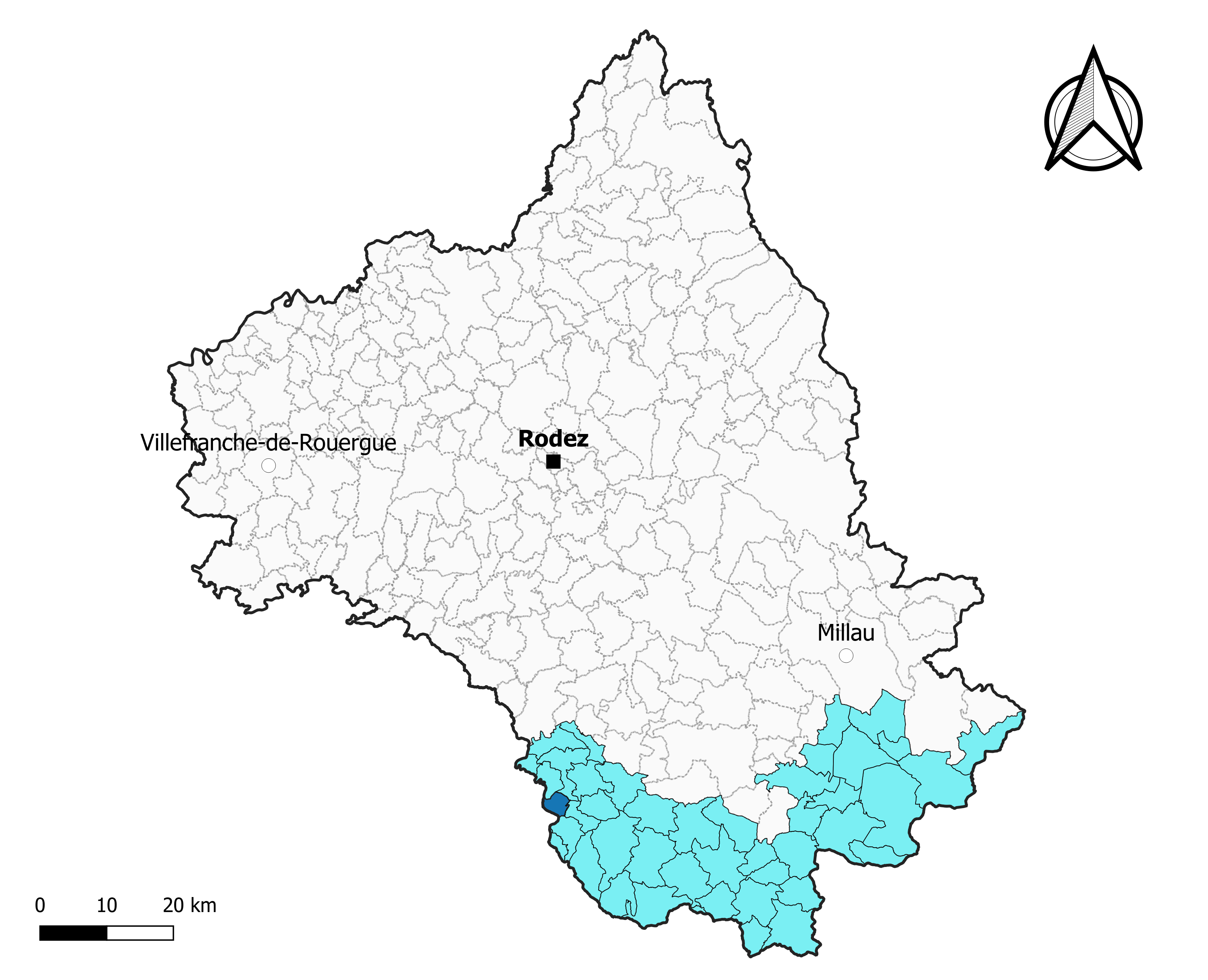
Balaguier-sur-Rance dans le canton des Causses-Rougiers en 2020.
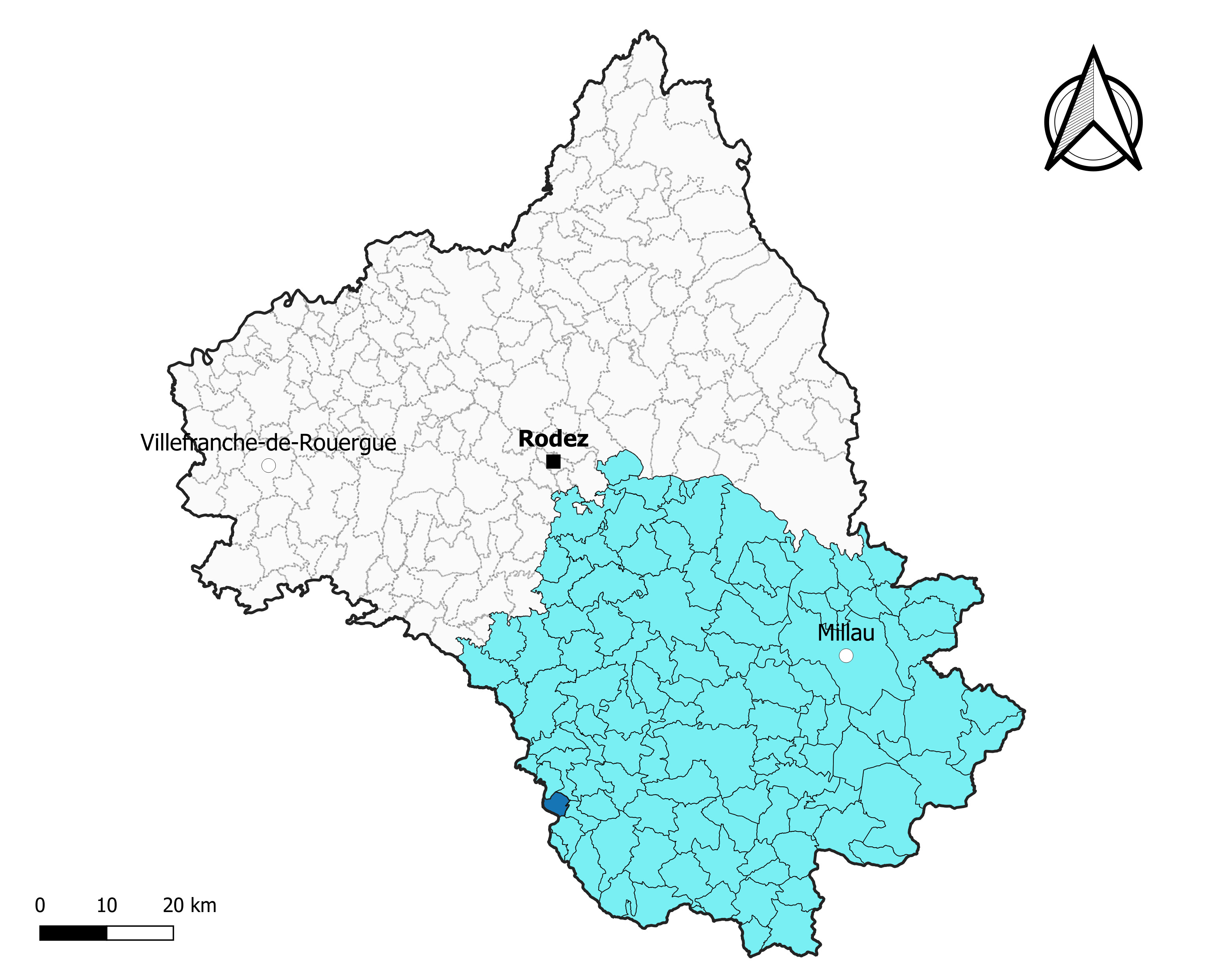
Balaguier-sur-Rance dans l'arrondissement de Millau en 2020.

### Élections municipales et communautaires

#### Élections de 2020
Le conseil municipal de Balaguier-sur-Rance, commune de moins de 1 000 habitants, est élu au scrutin majoritaire plurinominal à deux tours avec candidatures isolées ou groupées et possibilité de panachage. Compte tenu de la population communale, le nombre de sièges à pourvoir lors des élections municipales de 2020 est de 7. La totalité des sept candidats en lice est élue dès le premier tour, le 15 mars 2020, avec un taux de participation de 62,5 %.
David Maury, maire sortant, est réélu pour un nouveau mandat le 26 mai 2020.
Dans les communes de moins de 1 000 habitants, les conseillers communautaires sont désignés parmi les conseillers municipaux élus en suivant l’ordre du tableau (maire, adjoints puis conseillers municipaux) et dans la limite du nombre de sièges attribués à la commune au sein du conseil communautaire. Un siège est attribué à la commune au sein de la communauté de communes Monts, Rance et Rougier.

#### Liste des maires
| Période                                  | Période   | Identité          | Étiquette | Qualité                              |
| ---------------------------------------- | --------- | ----------------- | --------- | ------------------------------------ |
| juin 1995                                | mars 2014 | Philippe Boularan |           |                                      |
| mars 2014                                | En cours  | David Maury,      |           | Agriculteur sur moyenne exploitation |
| Les données manquantes sont à compléter. |           |                   |           |                                      |

## Démographie
L'évolution du nombre d'habitants est connue à travers les recensements de la population effectués dans la commune depuis 1793. Pour les communes de moins de 10 000 habitants, une enquête de recensement portant sur toute la population est réalisée tous les cinq ans, les populations de référence des années intermédiaires étant quant à elles estimées par interpolation ou extrapolation. Pour la commune, le premier recensement exhaustif entrant dans le cadre du nouveau dispositif a été réalisé en 2005.

En 2022, la commune comptait 89 habitants, en évolution de −3,26 % par rapport à 2016 (Aveyron : +0,37 %, France hors Mayotte : +2,11 %).
| 1793 | 1800 | 1846 | 1851 | 1856 | 1861 | 1866 | 1872 | 1876 |
| ---- | ---- | ---- | ---- | ---- | ---- | ---- | ---- | ---- |
| 360  | 403  | 519  | 550  | 506  | 502  | 480  | 510  | 502  |

| 1881 | 1886 | 1891 | 1896 | 1901 | 1906 | 1911 | 1921 | 1926 |
| ---- | ---- | ---- | ---- | ---- | ---- | ---- | ---- | ---- |
| 423  | 458  | 444  | 450  | 446  | 403  | 393  | 329  | 330  |

| 1931 | 1936 | 1946 | 1954 | 1962 | 1968 | 1975 | 1982 | 1990 |
| ---- | ---- | ---- | ---- | ---- | ---- | ---- | ---- | ---- |
| 294  | 278  | 268  | 224  | 209  | 172  | 150  | 127  | 104  |

| 1999 | 2005 | 2006 | 2010 | 2015 | 2020 | 2022 | - | - |
| ---- | ---- | ---- | ---- | ---- | ---- | ---- | - | - |
| 100  | 94   | 93   | 104  | 92   | 88   | 89   | - | - |

## Économie

### Emploi
| Division       | 2008  | 2013  | 2018  |
| -------------- | ----- | ----- | ----- |
| Commune        | 9,5 % | 5,5 % | 2 %   |
| Département    | 5,4 % | 7,1 % | 7,1 % |
| France entière | 8,3 % | 10 %  | 10 %  |

En 2018, la population âgée de 15 à 64 ans s'élève à 53 personnes, parmi lesquelles on compte 74,5 % d'actifs (72,5 % ayant un emploi et 2 % de chômeurs) et 25,5 % d'inactifs,. En  2018, le taux de chômage communal (au sens du recensement) des 15-64 ans est inférieur à celui de la France et du département, alors qu'en 2008 la situation était inverse.
La commune est hors attraction des villes,. Elle compte 15 emplois en 2018, contre 16 en 2013 et 18 en 2008. Le nombre d'actifs ayant un emploi résidant dans la commune est de 40, soit un indicateur de concentration d'emploi de 38,1 % et un taux d'activité parmi les 15 ans ou plus de 53,3 %.
Sur ces 40 actifs de 15 ans ou plus ayant un emploi, 11 travaillent dans la commune, soit 28 % des habitants. Pour se rendre au travail, 84,6 % des habitants utilisent un véhicule personnel ou de fonction à quatre roues, 2,6 % s'y rendent en deux-roues, à vélo ou à pied et 12,8 % n'ont pas besoin de transport (travail au domicile).

### Activités hors agriculture
5 établissements sont implantés  à Balaguier-sur-Rance au 31 décembre 2019.
Le secteur de l'industrie manufacturière, des industries extractives et autres est prépondérant sur la commune puisqu'il représente 40 % du nombre total d'établissements de la commune (2 sur les 5 entreprises implantées  à Balaguier-sur-Rance), contre 17,7 % au niveau départemental.

### Agriculture
|               | 1988 | 2000 | 2010 | 2020 |
| ------------- | ---- | ---- | ---- | ---- |
| Exploitations | 16   | 13   | 8    | 9    |
| SAU (ha)      | 534  | 585  | 499  | 614  |

La commune est dans les Monts de Lacaune, une petite région agricole occupant le sud du département de l'Aveyron. En 2020, l'orientation technico-économique de l'agriculture  sur la commune est la combinaisons de granivores (porcins, volailles). Neuf exploitations agricoles ayant leur siège dans la commune sont dénombrées lors du recensement agricole de 2020 (16 en 1988). La superficie agricole utilisée est de 614 ha,,.

## Culture locale et patrimoine

### Lieux et monuments
- La statue-menhir de Balaguier a été découverte lors de travaux sous la route départementale, dans le village. Une copie a été dressée sur le lieu de la découverte, au bord de la route. L'original est conservé à la mairie.
- La statue-menhir du Puech du Lac a été découverte en 1930 lors de labours. Une copie a été dressée non loin du lieu de la découverte, au bord de la petite route qui conduit au hameau de Canteloup. Fin août 2008, cette copie avait été enlevée et il ne restait que la plaque en céramique du Conseil général de l'Aveyron. L'original est conservé au musée Damien-Bec, au presbytère de St-Crépin, commune de Laval-Roquecézière.
- Château donjon des XVe et XVIe siècles inscrit à l'inventaire des Monuments historiques en 2015.
- Église Notre-Dame de l'Assomption. Jadis sur la rive droite, elle a été transférée sur la rive gauche et reconstruite en 1891[35].

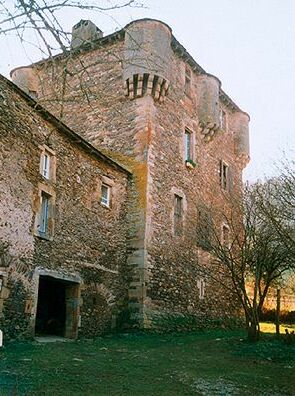
Le château

### Personnalités liées à la commune
- Hippolyte Coste, né le 20 décembre 1858 à Balaguier-sur-Rance au Mas d'Estioussès.